# Maria Dolors Bonal
Maria Dolors Bonal i de Falgàs (Arbúcies, La Selva, 1932) és una pedagoga musical catalana.
Formada a Hongria i Salzburg, s'ha caracteritzat sempre pel seu interès per educar a través de la música, més que no pas per ensenyar música. Per a ella, la música és un sistema educatiu, una eina per educar l'estètica i la sensibilitat. Considera que la música s'ha d'aprendre fent-la i que el reconeixement acadèmic de la música no sempre implica un autèntic coneixement musical. Per això, els centres que ha fundat funcionen com a tallers optatius, i no s'hi fan exàmens ni s'hi obtenen títols. Defensa una metodologia basada en els projectes conjunts, participatius (com ara corals o conjunts de cambra), on els alumnes aprenen a escoltar-se i a tolerar-se.
Va ser cofundadora de la Coral Esquitx, coral infantil de la Coral Sant Jordi el 1962, i del Secretariat de Corals Infantils de Catalunya SCIC, el 1964. El 1967 creà la Fundació l'ARC Música, pionera en un nou enfocament en l'aprenentatge musical, que va dirigir fins a la seva jubilació, el 1999. Posteriorment, convençuda de la importància d'un dels Drets de la infància: participar plenament en la vida cultural i artística, va impulsar (conjuntament amb Ester Bonal i Àngels Roger) al barri del Raval un centre de música i escena: Xamfrà (centre), en funcionament des de l'any 2005.
Ha publicat, en col·laboració o en solitari, reculls de cançoners tradicionals adaptats als infants.

## Premis
- 2007 Guardó Marta Mata[1]
- 2010 Medalla de la dona del Districte de Sarrià-Sant Gervasi[2]
- 2015 Premi Oriol Martorell de Pedagogia Musical, concedit per la Fundació L'Atlàntida i l'Ajuntament de Vic.[3]
- 2019 Medalla d'Or al Mèrit Cultural de la Ciutat de Barcelona.